# Кошарка на Летњим олимпијским играма 1952.
Кошаркашки турнир на Летњим олимпијским играма 1952. је трећи званични кошаркашки турнир на Олимпијским играма. Турнир је одржан у Хелсинкију, Финска. На турниру је учествовало укупно 23 репрезентације.
Шест првопласираних тимова са претходне олимпијаде су се аутоматски пласирале на овај турнир, два првопласирана тима са европског првенства одржаног 1951. године (СССР и Чехословачка), такође светски првак са претходног светског првенства одржаног 1950. године (Аргентина) и домаћин игара Финска. Тринаест осталих репрезентација су се такмичила у прелиминарној рунди која је омогучавало попуњавање шест упражњених места. Главни турнир је обухватао шеснаест репрезентација.
Утакмице су игране у две арене Тениској палати и Месухали II.

## Земље учеснице турнира
Свакој репрезентацији је омогућено да има највише 14 играча. На турниру је укупно било 301 играча који су представљали 23 репрезентације учеснице:
| - Аргентина (14) - Белгија (13) - Бразил (13) - Бугарска (14) - Канада(13) - Чиле (13) - Куба (12) - Чехословачка (14) - Египат (14) - Финска (14) - Француска (14) - Грчка (12) | - Мађарска (13) - Израел (12) - Италија (13) - Мексико (13) - Филипини (12) - Румунија (12) - Совјетски Савез (14) - Швајцарска (14) - Турска (12) - Сједињене Америчке Државе (14) - Уругвај (12) |

## Резултати

### Квалификациона фаза
Две првопласиране екипе из сваке групе су се пласирале у групну прелиминарну фазу.

#### Група A
У првој рунди Куба и Бугарска су победиле. У другој рунди ове фазе Бугарска је победила Кубу која је победом против Белгије обезбедила пролаз у следећу фазу такмичења.
- Куба : Белгија, 59-51
- Бугарска : Швајцарска, 69-58
- Бугарска : Куба, 62-56
- Белгија : Швајцарска, 59-49
- Куба : Белгија, 71-63

#### Група Б
У првој рунди Мађарска и Филипини су победили. У другој рунди ове фазе Филипини су победили Мађарску, која је победом против Грчке обезбедила пролаз у следећу фазу такмичења.
- Мађарска : Грчка, 75-38
- Филипини : Израел, 57-47
- Филипини : Мађарска, 48-35
- Грчка : Израел, 54-52
- Мађарска : Грчка, 47-44

#### Група Ц
У првој рунди Канада и Египат су победили. Румунија је изгубила од Канаде а Турска је доживела свој други пораз, овај пут од Италије и тиме бива елиминисана. Италија је победом против Румуније послала Румунију кући али је поразом против Египта и сама испала из даљњег такмичења. Канада је победом над Египтом обезбедила пласман у следечу фазу такмичења.
- Канада : Италија, 68-57
- Египат : Турска, 64-45
- Канада : Румунија, 72-51
- Италија : Турска, 49-37
- Италија : Румунија, 53-39
- Канада : Египат, 63-57
- Египат : Италија, 66-62

### Прелиминарна фаза
Две првопласиране репрезентације из сваке од 4 групе су се пласирале за полуфиналну фазу.

#### Група 1
|                  | Ута | П | И | Г+  | Г-  | Бод |
| ---------------- | --- | - | - | --- | --- | --- |
| Сједињене Државе | 3   | 3 | 0 | 195 | 139 | 6   |
| Уругвај          | 3   | 2 | 1 | 167 | 164 | 5   |
| Чехословачка     | 3   | 1 | 2 | 161 | 164 | 4   |
| Мађарска         | 3   | 0 | 3 | 143 | 199 | 3   |

- Сједињене Државе : Мађарска, 66-48
- Уругвај : Чехословачка, 53-51
- Уругвај : Мађарска, 70-56
- Сједињене Државе : Чехословачка, 72-47
- Чехословачка : Мађарска, 63-39
- Сједињене Државе : Уругвај, 57-44

#### Група 2
|                 | Ута | П | И | Г+  | Г-  | Бод |
| --------------- | --- | - | - | --- | --- | --- |
| Совјетски Савез | 3   | 3 | 0 | 192 | 143 | 6   |
| Бугарска        | 3   | 2 | 1 | 163 | 182 | 5   |
| Мексико         | 3   | 1 | 2 | 172 | 171 | 4   |
| Финска          | 3   | 0 | 3 | 147 | 178 | 3   |

- СССР : Бугарска, 74-46
- Мексико : Финска, 66-48
- Бугарска : Мексико, 52-44
- СССР : Финска, 47-35
- Бугарска : Финска, 65-64
- СССР : Мексико, 71-62

#### Група 3
|           | Ута | П | И | Г+  | Г-  | Бод |
| --------- | --- | - | - | --- | --- | --- |
| Аргентина | 3   | 3 | 0 | 239 | 196 | 6   |
| Бразил    | 3   | 2 | 1 | 184 | 179 | 5   |
| Филипини  | 3   | 1 | 2 | 192 | 221 | 4   |
| Канада    | 3   | 0 | 3 | 201 | 220 | 3   |

- Аргентина : Филипини, 85-59
- Бразил : Канада, 57-55
- Бразил : Филипини, 71-52
- Аргентина : Канада, 82-81
- Филипини : Канада, 81-65
- Аргентина : Бразил, 72-56

#### Група 4
|           | Ута | П | И | Г+  | Г-  | Бод |
| --------- | --- | - | - | --- | --- | --- |
| Француска | 3   | 3 | 0 | 202 | 149 | 6   |
| Чиле      | 3   | 2 | 1 | 170 | 150 | 5   |
| Египат    | 3   | 1 | 2 | 176 | 221 | 4   |
| Куба      | 3   | 0 | 3 | 149 | 177 | 3   |

- Француска : Египат, 92-64
- Чиле : Куба, 53-52
- Чиле : Египат, 74-46
- Француска : Куба, 58-42
- Француска : Чиле, 52-43
- Египат : Куба, 66-55

### Четвртфинале
Две прввопласиране репрезентације из обе групе су се пласирале у полуфинално такмичење. треће и четвртопласиране репрезентације су играле за позиције од петог до осмог места.

#### Четвртфинална група A
|           | Ута | П | И | Г+  | Г-  | Бод |
| --------- | --- | - | - | --- | --- | --- |
| Уругвај   | 3   | 2 | 1 | 194 | 187 | 5   |
| Аргентина | 3   | 2 | 1 | 226 | 174 | 5   |
| Бугарска  | 3   | 1 | 2 | 177 | 220 | 4   |
| Француска | 3   | 1 | 2 | 178 | 194 | 4   |

- Аргентина : Бугарска, 100-56
- Француска : Уругвај, 68-66
- Уругвај : Бугарска, 62-54
- Аргентина : Француска, 61-52
- Бугарска : Француска, 67-58
- Уругвај : Аргентина, 66-65

#### Четвртфинална група Б
|                  | Ута | П | И | Г+  | Г-  | Бод |
| ---------------- | --- | - | - | --- | --- | --- |
| Сједињене Државе | 3   | 3 | 0 | 246 | 166 | 6   |
| Совјетски Савез  | 3   | 2 | 1 | 190 | 195 | 5   |
| Бразил           | 3   | 1 | 2 | 177 | 155 | 4   |
| Чиле             | 3   | 0 | 3 | 159 | 256 | 3   |

- САД : СССР, 86-58
- Бразил : Чиле, 75-44
- САД : Чиле, 103-55
- СССР : Бразил, 54-49
- САД : Бразил, 57-53
- СССР : Чиле, 78-60

### Утешна група 5-8
- Чиле : Бугарска, 60-53
- Бразил : Француска, 59-44

#### Класификационе утакмице 7/8
- Бугарска : Француска, 58-44

#### Класификационе утакмице 5/6
- Чиле : Бразил, 58-49

### Полуфинале и финале
|  | Полуфинале                | Полуфинале      |                           |    | Финале | Финале |
|  |                           |                 |                           |    |        |        |
|  | 31. јул                   |                 |                           |    |        |        |
|  |                           |                 |                           |    |        |        |
|  | Совјетски Савез           | 61              |                           |    |        |        |
|  | Совјетски Савез           | 61              | 2. август                 |    |        |        |
|  | Уругвај                   | 57              |                           |    |        |        |
|  | Уругвај                   | 57              | Сједињене Америчке Државе | 36 |        |        |
|  | 1. август                 |                 | Сједињене Америчке Државе | 36 |        |        |
|  |                           | Совјетски Савез | 25                        |    |        |        |
|  | Сједињене Америчке Државе | Совјетски Савез | 25                        | 85 |        |        |
|  | Сједињене Америчке Државе |                 |                           | 85 |        |        |
|  | Аргентина                 | 76              |                           |    |        |        |
|  | Аргентина                 | 76              | Треће место               |    |        |        |
|  |                           |                 |                           |    |        |        |
|  | 2. август                 |                 |                           |    |        |        |
|  |                           |                 |                           |    |        |        |
|  | Уругвај                   | 68              |                           |    |        |        |
|  | Уругвај                   | 68              |                           |    |        |        |
|  | Аргентина                 | 59              |                           |    |        |        |

## Медаље
| · 2° место · Совјетски Савез · | · Олимпијски шампион · Сједињене Државе · 3° титула | · 3° место · Уругвај · |

## Коначан пласман
| Позиција | Репрезентација            |
| -------- | ------------------------- |
| 1        | Сједињене Америчке Државе |
| 2        | Совјетски Савез           |
| 3        | Уругвај                   |
| 4        | Аргентина                 |
| 5        | Чиле                      |
| 6        | Бразил                    |
| 7        | Бугарска                  |
| 8        | Француска                 |
| 9-16     | Канада                    |
| 9-16     | Куба                      |
| 9-16     | Чехословачка              |
| 9-16     | Египат                    |
| 9-16     | Финска                    |
| 9-16     | Мађарска                  |
| 9-16     | Мексико                   |
| 9-16     | Филипини                  |
| 17-23    | Белгија                   |
| 17-23    | Грчка                     |
| 17-23    | Израел                    |
| 17-23    | Италија                   |
| 17-23    | Румунија                  |
| 17-23    | Швајцарска                |
| 17-23    | Турска                    |